# Erzbistum Kingston
Das Erzbistum Kingston (lateinisch Archidioecesis Regiopolitana, englisch Archdiocese of Kingston) ist eine in Kanada gelegene römisch-katholische Erzdiözese mit Sitz in Kingston.

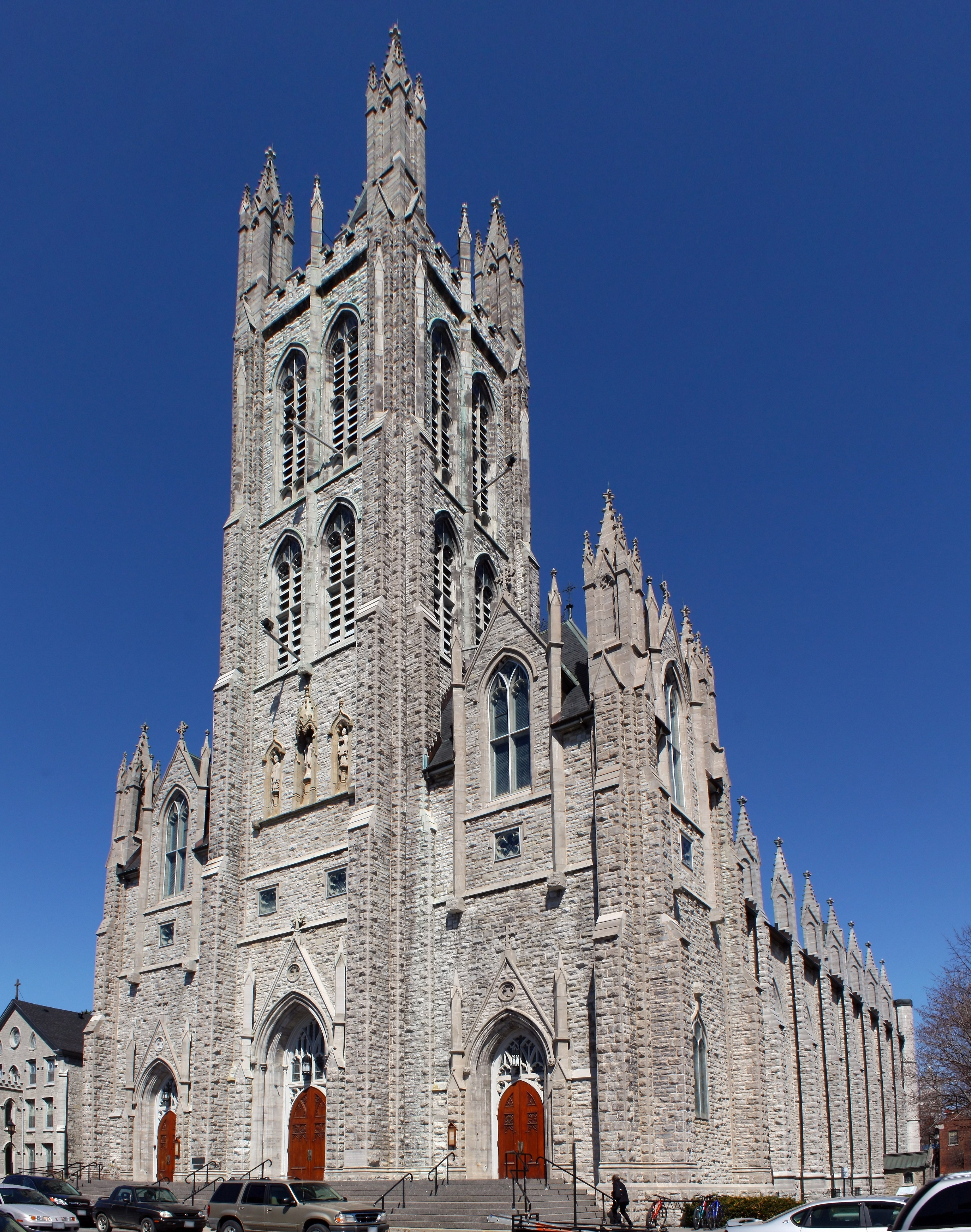
Kathedrale der Unbefleckten Empfängnis in Kingston

## Geschichte
Das Erzbistum Kingston wurde am 12. Januar 1819 durch Papst Pius VII. aus Gebietsabtretungen des Bistums Québec als Apostolisches Vikariat Ober-Kanada errichtet. Am 17. Januar 1826 wurde das Apostolische Vikariat Ober-Kanada durch Papst Leo XII. zum Bistum erhoben und in Bistum Kingston umbenannt. Das Bistum Kingston gab am 17. Dezember 1841 Teile seines Territoriums zur Gründung des Bistums Toronto ab. Weitere Gebietsabtretungen erfolgten am 25. Juni 1847 zur Gründung des Bistums Bytown und am 25. Januar 1874 zur Gründung des Apostolischen Vikariates Nord-Kanada. Am 11. Juli 1882 gab das Bistum Kingston weitere Teile seines Territoriums an das Bistum Peterborough ab.
Das Bistum Kingston wurde am 28. Dezember 1889 durch Papst Leo XIII. zum Erzbistum erhoben. Am 21. Januar 1890 gab das Erzbistum Kingston Teile seines Territoriums zur Gründung des Bistums Alexandria in Ontario ab.

## Ordinarien

### Apostolischer Vikar von Ober-Kanada
- 1819–1826 Alexander Macdonell

### Bischöfe von Kingston
- 1826–1840 Alexander Macdonell
- 1840–1857 Rémi Gaulin
- 1857–1857 Patrick Phelan PSS
- 1858–1874 Edward John Horan
- 1875–1879 John O’Brien
- 1875–1879 James Vincent Cleary

### Erzbischöfe von Kingston
- 1889–1898 James Vincent Cleary
- 1898–1910 Charles Hugh Gauthier, dann Erzbischof von Ottawa
- 1911–1938 Michael Joseph Spratt
- 1938–1943 Michael Joseph O’Brien
- 1944–1966 Joseph Anthony O’Sullivan
- 1966–1982 Joseph Lawrence Wilhelm
- 1982–2002 Francis John Spence
- 2002–2007 Anthony Giroux Meagher
- 2007–2019 Brendan Michael O’Brien
- seit 2019 Michael Mulhall